# غليندا من أوز
غليندا من أوز (بالإنجليزية: Glinda of Oz)‏ هو الكتاب الرابع عشر من كتب أرض أوز بقلم المؤلف ليمان فرانك بوم، ونشر في 10 يوليو 1920. وهو الكتاب الأخير ضمن سلسلة أوز الأصلية، والتي استمرت لاحقا على يد مؤلفين آخرين. ومثل معظم كتب أوز، فإن القصة تدور حول رحلة إلى بعض المناطق النائية من أوز وإن كان بشكل مزدوج هذه المرة: حيث تسافر دوروثي وأوزما لوقف الحرب بين شعبي فلاتهيدز وسكيزرز. ثم تنطلق غليندا مع أصدقاء دوروثي لإنقاذهم.
أهدي الكتاب إلى الابن الثاني لبوم وهو روبرت ستانتون بوم.